# Stefan Huster
Stefan Huster (* 1964 in Gütersloh) ist ein deutscher Rechtswissenschaftler. Er ist Inhaber des Lehrstuhls für Öffentliches Recht, Sozial- und Gesundheitsrecht und Rechtsphilosophie sowie geschäftsführender Direktor des Instituts für Sozial- und Gesundheitsrecht (ISGR) an der Juristischen Fakultät der Ruhr-Universität Bochum.

## Leben
Huster wuchs als Sohn eines Bankvorstands in Oelde in Westfalen auf, wo er am dortigen Thomas-Morus-Gymnasium Abitur machte. Anschließend studierte er ab 1984 an der Universität Bielefeld sowie an der Universität Frankfurt a. M. Rechtswissenschaft und Philosophie.
1990 legte er das Erste Juristische Staatsexamen ab und arbeitete danach als wissenschaftlicher Mitarbeiter am Lehrstuhl von Görg Haverkate an der Juristischen Fakultät der Universität Heidelberg. 1993 wurde er dort promoviert; die Dissertation wurde mit dem Fritz Grunebaum-Preis ausgezeichnet. Von 1993 bis 1995 absolvierte Huster das Referendariat u. a. am Landgericht Heidelberg. Nach dem Zweiten Juristischen Staatsexamen war er wissenschaftlicher Assistent am Lehrstuhl von Görg Haverkate. 2001 habilitierte er sich in Heidelberg; ihm wurde die Lehrbefugnis für die Fächer Staats- und Verwaltungsrecht, Sozialrecht, Europarecht und Rechtsphilosophie erteilt.
Im Sommersemester 2002 vertrat er das Lehrgebiet für Deutsches und Europäisches Staats- und Verwaltungsrecht an der Fernuniversität in Hagen, auf das er zum Wintersemester 2002/03 als Universitätsprofessor berufen wurde. Er wurde mit einem Forschungsförderungspreises der FernUniversität ausgezeichnet und Mitglied des Vorstandes des dortigen Instituts für Europäische Verfassungswissenschaften (IEV). Im November 2004 wechselte er an die Ruhr-Universität Bochum auf den später umbenannten Lehrstuhl für Staats- und Verwaltungsrecht mit besonderer Berücksichtigung des Sozialrechts und wurde dort 2005 auch geschäftsführender Direktor des später umbenannten Instituts für Sozialrecht. 2008 wurde er Geschäftsführer des Zentrums für medizinische Ethik e.V. (ZME). 2011 lehnte er einen Ruf an die Universität Augsburg ab.
Von Januar bis März 2007 war Huster Visiting Researcher am Kennedy Institute of Ethics der Georgetown University (Washington, DC). Das akademische Jahr 2010/11 verbrachte er als Fellow am Wissenschaftskolleg zu Berlin. Im Wintersemester 2012/13 erhielt er eine Personenförderung des Mercator Research Center Ruhr. Im Wintersemester 2013/14 leitete er die Forschungsgruppe „Normative Aspekte von Public Health“ am Zentrum für interdisziplinäre Forschung der Universität Bielefeld. Im Sommersemester 2014 war Huster Fellow der DFG-Kollegforschergruppe „Normenbegründung in Medizinethik und Biopolitik“ der Universität Münster. Das Sommersemester 2015 verbrachte Huster als Fellow am Alfried Krupp Wissenschaftskolleg Greifswald. Von 2017 bis 2019 war er Dekan der Juristischen Fakultät der RUB. Im Wintersemester 2019/20 war Huster Fellow am Center for Advanced Internet Studies (CAIS) in Bochum, 2023/24 am Hamburg Institute for Advanced Study (HIAS).
Huster ist Mitglied der SPD und war von 2008 bis 2012 Mitglied des Landesvorstands der Arbeitsgemeinschaft sozialdemokratischer Juristinnen und Juristen (ASJ) in Nordrhein-Westfalen.

## Forschungsschwerpunkte und Wirken
Huster beschäftigt sich mit verfassungsrechtlichen, rechtsphilosophischen und sozial- und gesundheitsrechtlichen Fragen. Er war bzw. ist Mitglied von interdisziplinären Forschungsverbünden (z. B. der DFG-Forschergruppe 655 „Priorisierung in der Medizin“), Mitherausgeber mehrerer Zeitschriften (z. B. Medizinrecht und „Kranken- und Pflegeversicherung (KrV)“) und Schriftenreihen (z. B. „Bochumer Schriften zum Sozial- und Gesundheitsrecht“ und „Interdisziplinäre Studien zu Recht und Staat“), Mitglied in wissenschaftlichen Kommissionen (z. B. Fachbeirat des Max-Planck-Instituts für Sozialrecht und Sozialpolitik, Wissenschaftliche Kommission „Wissenschaftsethik“ der Nationalen Akademie der Wissenschaften Leopoldina).
Seine Bücher „Die ethische Neutralität des Staates“ (2002, 2. Aufl. 2017) und „Soziale Gesundheitsgerechtigkeit“ (2011) wurden jeweils in die Leseempfehlung „Juristische Bücher des Jahres“ aufgenommen; seit 2016 ist er selbst Mitglied des Auswahlgremiums. 
Huster ist bzw. war (stellvertretender) Vorsitzender der Schiedsstelle nach § 130b SGB V zur Festsetzung der Erstattungsbeträge für Arzneimittel, Mitglied der Zentralen Ethikkommission bei der Bundesärztekammer (ZEKO), Vorsitzender einer Arbeitsgemeinschaft bei der Ständigen Kommission Organtransplantation (StäKO), Vorsitzender des Sachverständigenausschusses nach § 5 Abs. 9 IfSG zur Evaluation der Pandemiepolitik und Mitglied der Regierungskommission für eine moderne und bedarfsgerechte Krankenhausversorgung.
2018 wurde Huster in die Leopoldina Nationale Akademie der Wissenschaften berufen. Huster wurde 2014 mit dem Preis „Recht und Gesellschaft“ der Christa-Hoffmann-Riem-Stiftung ausgezeichnet. 2018 erhielt er den 1. AeV-Preis „Medizin und Ethik“ der Ärztlichen Verrechnungsstelle e.V. Gauting.

## Schriften (Auswahl)
- Rechte und Ziele. Zur Dogmatik des allgemeinen Gleichheitssatzes (= Schriften zum öffentlichen Recht. 642). Duncker & Humblot, Berlin 1993, ISBN 3-428-07867-5 (Zugleich: Heidelberg, Universität, Dissertation, 1993).
- als Herausgeber mit Winfried Brugger: Der Streit um das Kreuz in der Schule. Zur religiös-weltanschaulichen Neutralität des Staates (= Interdisziplinäre Studien zu Recht und Staat. Bd. 7). Nomos, Baden-Baden 1998, ISBN 3-7890-5142-X.
- mit Görg Haverkate: Europäisches Sozialrecht. Eine Einführung. Nomos, Baden-Baden 1999, ISBN 3-7890-5907-2.
- Die ethische Neutralität des Staates. Eine liberale Interpretation der Verfassung (= Jus Publicum. 90). Mohr Siebeck, Tübingen 2002, ISBN 3-16-147826-6 (Zugleich: Heidelberg, Universität, Habilitations-Schrift, 2001/2002).
- Kultur im Verfassungsstaat. In: Friedhelm Hufen (Red.): Kultur und Wissenschaft. Berichte und Diskussionen auf der Tagung der Vereinigung der Deutschen Staatsrechtslehrer in Frankfurt am Main vom 5. bis 8. Oktober 2005 (= Veröffentlichungen der Vereinigung der Deutschen Staatsrechtslehrer. VVDStRL. 65). De Gruyter Recht, Berlin 2006, ISBN 3-89949-324-9, S. 51–82, doi:10.1515/9783110927832.51.
- als Herausgeber mit Karsten Rudolph: Vom Rechtsstaat zum Präventionsstaat (= edition suhrkamp. 2543). Suhrkamp, Frankfurt am Main 2008, ISBN 978-3-518-12543-4.
- als Herausgeber mit Markus Kaltenborn: Krankenhausrecht. Praxishandbuch zum Recht des Krankenhauswesens. C. H. Beck, München 2010, ISBN 978-3-406-58677-4 Zweite, unveränderte Auflage mit einer neuen Einleitung, 2017, LXV und 764 S.
- als Herausgeber mit Carl Friedrich Gethmann: Recht und Ethik in der Präimplantationsdiagnostik. Fink, Paderborn 2010, ISBN 978-3-7705-5088-3.
- Soziale Gesundheitsgerechtigkeit. Sparen, umverteilen, vorsorgen? Wagenbach, Berlin 2011, ISBN 978-3-8031-3639-8.
- mit Tatjana Hörnle: Wie weit reicht das Erziehungsrecht der Eltern? Am Beispiel der Beschneidung von Jungen. In: JuristenZeitung. Bd. 68, Nr. 7, April 2013, S. 328–339, doi:10.1628/002268813X13585020285731.
- Soziale Gesundheitsgerechtigkeit. Sparen, umverteilen, vorsorgen?, Berlin (Klaus Wagenbach), 2011
- Selbstbestimmung, Gerechtigkeit und Gesundheit. Normative Aspekte von Public Health, Würzburger Vorträge zur Rechtsphilosophie, Rechtstheorie und Rechtssoziologie. Heft 49, Baden-Baden (Nomos), 2015, 91 S.
- Als Herausgeber mit Thomas Schramme: Normative Aspekte von Public Health. Interdisziplinäre Perspektiven (Interdisziplinäre Studien zu Recht und Staat Band 55), Baden-Baden (Nomos) 2016, 214 S.
- Als Herausgeber mit Josef Berchtold/Martin Rehborn: Gesundheitsrecht. SGB V und SGB XI. Kommentar, Baden-Baden (Nomos) 2015, 2952 S. Zweite Auflage 2017, 3341 S.
- Als Herausgeber mit Tatjana Hörnle und Ralf Poscher: Triage in der Pandemie, Mohr-Siebeck, Tübingen 2021, ISBN 978-3-16-160202-3.
- Herausgeber mit Thorsten Kingreen: Handbuch Infektionsschutzrecht, München (C.H. Beck), 2021, XXVIII, 426 S. Zweite Auflage 2022, 576 S.
- Gesundheitsschutz, Biotechnologie und Bioethik, in: Uwe Kischel/Hanno Kube (Hrsg.), Handbuch des Staatsrechts, Bd. I: Grundlagen, Wandel und Herausforderungen, Heidelberg (C.F. Müller), 2023, § 21 (S. 935 – 967).